# Олёкма (посёлок)
Олёкма — посёлок в Тындинском районе Амурской области России. Образует сельское поселение Олёкминский сельсовет.
Посёлок Олёкма, как и Тындинский район, приравнен к районам Крайнего Севера.

## География
Расположен в 417 км к западу от районного центра, города Тында, на Байкало-Амурской магистрали (участок Тында — Чара). 
В западном направлении от пос. Олёкма идёт дорога к пос. Хани Нерюнгринского района Республики Саха (Якутия).
Является одновременно и самым северным и западным населенным пунктом в Амурской области.

## Инфраструктура
- Станция Олёкма; с 1997 года восточный участок БАМа относится к Дальневосточной железной дороге.

## Население
| 2002 | 2010 | 2012 | 2013 | 2014 | 2015 | 2016 |
| ---- | ---- | ---- | ---- | ---- | ---- | ---- |
| 497  | ↗519 | ↘511 | ↘504 | ↘498 | ↘489 | ↘487 |
| 2017 | 2018 |      |      |      |      |      |
| ↘485 | ↘462 |      |      |      |      |      |